# 柴田光太郎
柴田 光太郎（しばた こうたろう、1966年1月13日 - ）は、日本の俳優、司会者、テレビリポーター。現在は高等学校教師。本名：柴田 英光（しばた ひでみつ）。愛称：柴ちん。
東京都出身。ブレイブエンタテインメント所属。
父は「クイズタイムショック」や「白い巨塔」などの代表作で知られる俳優・司会者の田宮二郎、母は元女優の藤由紀子、弟は俳優の田宮五郎。
既婚。3児の父。

## 略歴
- 1991年 - 学習院中等科・高等科にて英語科教諭を務める。
- 1994年 - 学習院中等科・高等科を辞職。
- 1995年10月 - フジテレビジョン『おはよう!ナイスデイ』のレポーターとして芸能界デビュー。
- 1998年8月 - NHK『水曜シリーズドラマ 必要のない人』で、俳優としてデビュー。
- 2002年3月 - 結婚。
- 2007年4月 - 広尾学園高等学校英語科教師（非常勤講師）を務める。
- 2015年4月 - 青稜高等学校英語講師 (非常勤講師)を務める。

- 2016年に心臓の弁膜症を指摘され、2019年に心肺停止4時間を伴う心臓の切開手術を行う[2]。

## 人物
学習院大学文学部英米文学科卒業、学習院大学大学院人文科学研究科イギリス文学専攻博士前期課程を修了後、中学・高校（学習院中等科・高等科）の英語教師、フランスでの語学留学を経験している。
学習院教員時代は生徒から「柴ちん」の愛称で親しまれたが、僅か3年で教職を辞め、フランスに語学留学。
1995年、米国留学を9月に予定していたが、フランスに留学中の8月にテレビ番組への出演要請により、10月、フジテレビジョンのワイドショー「おはよう!ナイスデイ」のレポーターとしてテレビデビューし、硬派ジャーナリストとしての期待も高まりつつあった。
1998年7月からテレビ朝日「ワイド!スクランブル」のレポーターも担当。同年10月にNHK総合テレビの水曜ドラマ「必要のない人」で父と同じ俳優業に進出し、テレビ・舞台で活躍を続けている。
2002年3月、福祉関係の仕事をしている女性と結婚。1男2女を儲ける。
2007年4月、広尾学園高等学校にて教鞭を執っている（英語科）。但し芸能活動は完全に引退せず、教職を第一・教職業務に支障のない範囲に限定し芸能活動を続行し今日に至る。

## エピソード
- 少年時代に死去した父についてマスコミから冷たい記事ばかり書かれ、「父を失った家族のことを考えずにこの人たちは何を考えているんだろう?」と思いレポーターになったとテレビ番組で号泣しながら語っている。
- 一時期は「テレビレポートの勉強になるから」という理由で、東京都内のタクシー会社で配車係もしていた経験がある（週刊文春誌のインタビューより[要追加記述]）。
- 秋篠宮文仁親王、黒田慶樹（黒田清子の夫）とは学習院初等科からの同級生であり、黒田のことは「クロちゃん」と呼んでいる。
- タイムショック21（テレビ朝日）では解答者として、親子2代の出演を果たす。
- 5時に夢中!の4代目MCを2008年1月 - 12月まで務め、番組内では「変態キャラ」を確立させて、岩井志麻子や中瀬ゆかりからいじられていた。
- 5時に夢中!降板後は、岩井志麻子の長男の家庭教師をしていた。

## 出演

### テレビドラマ
- 水曜シリーズドラマ「必要のない人」（1998年、NHK） - 野村健太 役
- 痛快!三匹のご隠居 第5話「娘を棄てた母・越すに越されぬ大井川」（1999年、ANB） - 清太郎 役
- 土曜ワイド劇場「鉄道おんな捜査官2」（2002年、ANB） - 溝口進也 役
- 土曜ワイド劇場「タクシードライバーの推理日誌22」（2006年、EX） - 土屋彰一 役
- 打姫オバカミーコ（2006年、MONDO21） - 灯光太 役

### 舞台
- ア・フューグッドメン（1998年）
- 友情〜秋桜のバラード〜（1999年）
- 夢番地一丁目（2000年）
- ファイティングベイビー（2004年）
- 幸せ猫　〜夢のかたちを探して〜（2004年）

### 映画
- ボディ・ジャック（2008年） - 主演・武市半平太（武市瑞山） 役
- 時をかける少女（2010年）
- THE HYBRID 鵺の仔（2015年） - 澤津久森 役[4]

### ラジオドラマ
- メガゾーン23 ON RADIO（2007年、文化放送） - B.D. 役

### バラエティ
- ジカダンパン!責任者出て来い!（2002年 - 2003年、テレビ東京） - リポーター
- 壮絶バトル 花の芸能界（2003年、日本テレビ放送網） - パネラー
- チャンネル北野eX（フジテレビ721）
- マネーの虎（日本テレビ）
- オーラの泉（テレビ朝日）

### その他のテレビ番組
| 期間       | 期間       | 番組名                                 | 役職       | 備考                           |
| ---------- | ---------- | -------------------------------------- | ---------- | ------------------------------ |
| 1995年10月 | 1998年3月  | おはよう!ナイスデイ（フジテレビ）      | 総合司会   | それ以前から、レポーターを担当 |
| 1998年     | 1998年     | ワイド!スクランブル（テレビ朝日）      | レポーター |                                |
| 2000年10月 | 2001年9月  | スクープ21（テレビ朝日）               | レポーター |                                |
| 2008年1月  | 2008年12月 | 5時に夢中!（東京MXテレビ（TOKYO MX）） | メイン司会 | 伊東孝明の後任                 |